# Ашер Гинсберг
Ашер Гинсберг, среща се още ѝ като Ашер Гинцберг (на иврит: אַחַד הָעָם Аха́д ха-А́м, в буквален превод „един от народа“); пълно име – Ашер Исаевич (Ашер Хирш) Гинсберг (Гинцберг) е руски евреин, еврейски писател, публицист и философ.

## Биография
Ашер израства в строго набожна еврейска среда, като на учителя му е забранено да го учи по руската азбука. Едва на 8 години започва да чете по необходимост на руски.
Още в младежките си години той е престижен експерт по Талмуда и свързаната с нея религиозна литература, като е и известен с доброто си познаване и разбиране на хасидските религиозни книги. През 1868 г. семейството му се мести в самостоятелно имение което баща му, заможен търговец, взема на лизинг. Затворен в стаята си, той започва страстно да изучава големите еврейски философи на средновековието, на първо място – Маймонид. Постепенно вниманието му се премества от „забранените книги“ към произведенията на най-новите еврейски просветители. Впоследствие, на около 20-годишна възраст той придобива познания по широк кръг литературни и философски произведения, публикувани на руски и немски език. Вдъхновен от Дмитрий Писарев, Гинсберг минава от религиозни на позитивстки позиции и възгледи.
Периодът от 1879 до 1886 година за него е много труден. Той се опитва да отиде да учи във Виена, Берлин, Бреслау и Лайпциг с цел да получи систематично образование, но проблеми в семейството му (заболяване на съпругата му) го връщат след няколко седмици у дома.
През 1886 г. семейството му се мести в Одеса, тъй като по силата на царски указ се забранява на евреите да взимат земя на лизинг. Първата негова статия е публикувана през 1889 г. под името Аха́д ха-А́м, което име му става постоянен псевдоним.
По това време Гинсберг счита, че палестинофилството не може да донесе на еврейския народ икономическо и социално освобождение и проповядва да се емигрира в Америка. Той е на мнение, че Палестина трябва да стане „духовен център“ на еврейския народ, и обетованата земя ще запали искрата на еманацията за духовно възраждане на еврейската култура. Той счита, че към еврейската култура си числи само онова, което е написано на иврит. Всичко останало, което е писано на друг език, според него не се отнася отнася към еврейската култура (включително и на идиш, който той разглежда като еврейски жаргон).
Аха́д ха-А́м оказва голямо влияние върху творчеството на Хаим Бялик и други еврейски писатели. През 1891 и 1893 той посещава Палестина, където се запознава с живота в кибуците, остро критикувайки икономическия, политически и културен живот в тях.
През 1896 г. той поема редактирането на месечника „Ха шилоах“, за да издържа жена си и трите си деца, работейки в него в продължение на 6 години, успявайки да го превърне в трибуна за обсъждане на актуални и животрептящи еврейски проблеми.
Аха́д ха-А́м подкрепя всячески и пионерски утвърждаването на политическата доктрина на ционизма, като пръв от всички предлага практическа програма, за да приведе тази идеологическа визия в реалност.
Ашер Гинсберг схваща юдаизма от съдържателна страна, предвид на историческите му превратности, предимно като чист морал. Според Гинсберг, като вътрешно съдържание, юдаизма спомага да опази и предаде на поколенията еврейската култура.
Основата на концепцията за еврейската национална култура, разработена от Ашер Гинсберг, е базирана на идеята за приемственост, а тя се е съхранила жива от хората и е един жив организъм за него. Единството на народа обезпечава нейния специфичен народностен дух и приемствеността ѝ чрез поколенията. „Духът на еврейския народ“ носи основните национални ценности, които са изразени в езика и културата му за Гинсберг. Ключовите доминанти на еврейската национална култура според Гинсберг са иврит, Ерец Израел, еврейската литература и история, основните битови традиции. „Духът на еврейския народ“ според Гинсберг е продукт на историята. Националният характер не се появява внезапно, а се оформя постепенно в условията на живота на хората, като и самото време става фактор в еврейската история за Гинсберг – виж национализъм.
Ашер Гинсберг е високо уважаван общественик в Израел.
В Тел Авив на улицата на която живее на стари години през 20-те години на 20 век, когато Палестина е британски доминион, в следобедните часове е спирано движението на автомобилния транспорт, така че да не пречи на следобедния му сън.
По света Ашер Гинсберг е повече известен с това, че е нарочен от царската тайна полиция за автор на скандалните протоколи на Ционските мъдреци.
|  | Тази страница частично или изцяло представлява превод на страницата „Ахад-ха-Ам“ в Уикипедия на руски. Оригиналният текст, както и този превод, са защитени от Лиценза „Криейтив Комънс – Признание – Споделяне на споделеното“, а за съдържание, създадено преди юни 2009 година – от Лиценза за свободна документация на ГНУ. Прегледайте историята на редакциите на оригиналната страница, както и на преводната страница, за да видите списъка на съавторите. ВАЖНО: Този шаблон се отнася единствено до авторските права върху съдържанието на статията. Добавянето му не отменя изискването да се посочват конкретни източници на твърденията, които да бъдат благонадеждни. |

1. 1 2  kup19960000000243 //   Посетен на 30 август 2020 г.